# 金濤 (明朝)
金濤（：／；？—？），高丽延安人，明朝初年进士。

## 生平
明朝建立后，高丽派遣三名留学生抵达中国学习国学，金濤即為其中之一。洪武四年（1371年），金濤考中辛亥科三甲第五名進士，被授任县丞，其餘兩人則皆未中式。金濤以不通漢語為理由，請求回國。朝廷降詔，給予豐厚路費，送三人回國。